# 乔约什帕洛什
乔约什帕洛什，是匈牙利南部巴奇-基什孔州所辖的一个村，总面积65.1平方公里，总人口1728，人口密度27人/平方公里（2008年）。地理坐标为46°25′N 19°51′E。